# 梅利佩烏科

梅利佩烏科（西班牙語：Melipeuco），是智利的城鎮，位於該國南部阿勞卡尼亞大區的考丁省，始建於1981年1月，面積1,107.3平方公里，海拔高度461米，2012年人口5,590人，人口密度每平方公里5.0人。
38°51′S 71°42′W / 38.850°S 71.700°W